# Assis Chateaubriand
Assis Chateaubriand là một đô thị thuộc bang Paraná, Brasil. Đô thị này có diện tích 969,588 km², dân số năm 2007 là 33077 người, mật độ 29,5 người/km².